# FYI
FYI (англ. — «к вашему сведению», «чтобы вы понимали») — английская аббревиатура, образованная от слов «for your information». Mожет переводиться по-разному в зависимости от контекста, в котором употребляется.

## Использование
Аббревиатура «FYI» обычно используется в электронных письмах (подставляется в тему на место таких маркеров, как RE и FW) и программах обмена мгновенными сообщениями как метка текста, носящего информационный характер. В основном используется в значении «к вашему сведению», чтобы сообщить получателю о том, что ему сообщение будет интересно. В деловой электронной переписке подчёркивает, что отправитель хочет проинформировать получателя, но при этом сообщение не является поручением и не требует от получателя выполнения действий, непосредственно связанных с сообщением.